# Jakob Ilja

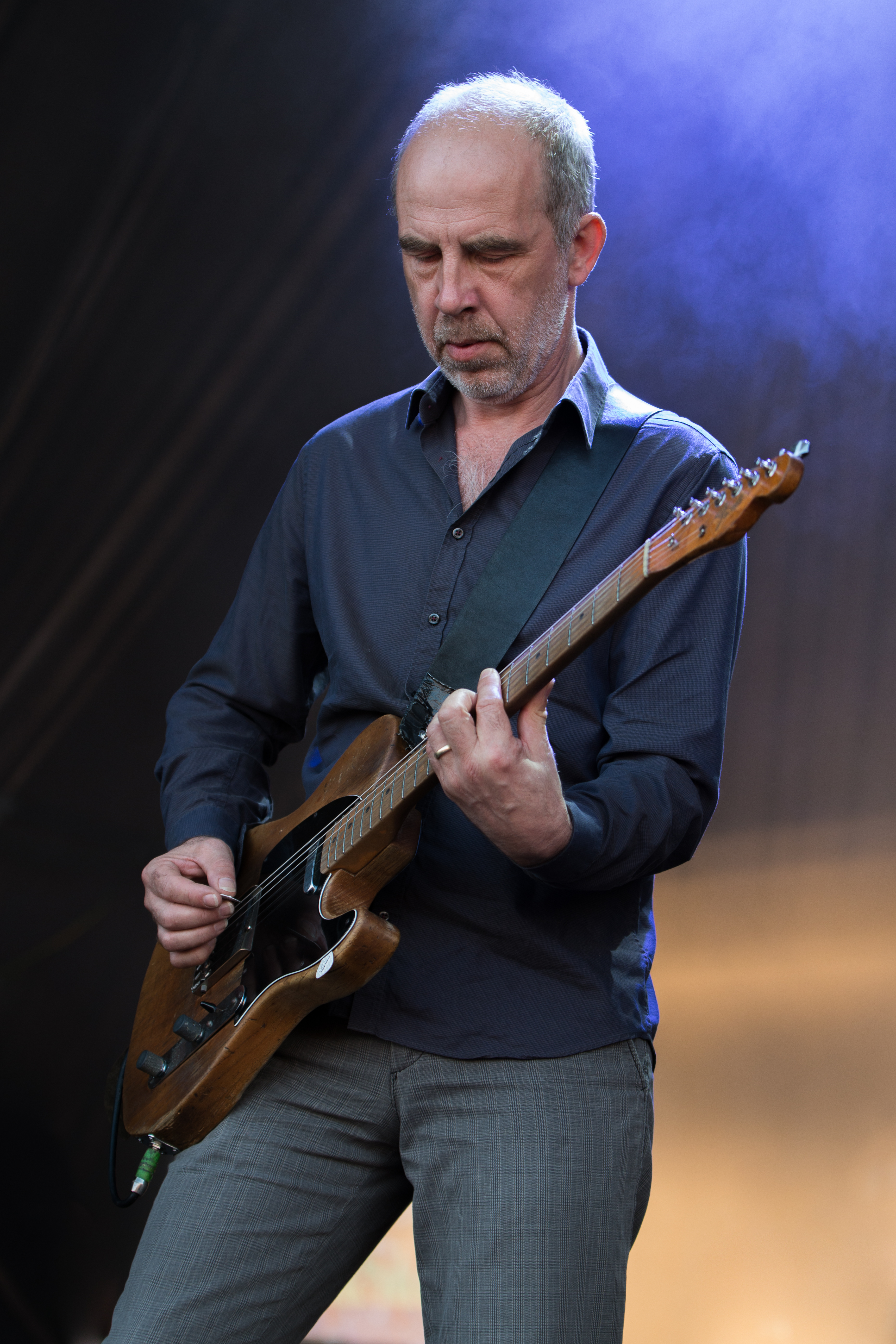
Jakob Ilja

Jakob Ilja, eigentlich Jakob Dreiw Ilja Friderichs (* 1959 in Berlin), ist ein deutscher Gitarrist und Filmkomponist.
Jakob Ilja gehört zu den Gründungsmitgliedern der Band Element of Crime, bei der er seit 1985 als Gitarrist aktiv ist. Seit 2000 komponiert er Musik für Film, Fernsehen, Theater und Podcasts. Er veröffentlichte diverse Soundtracks und spielte von 1998 bis 2001 regelmäßig bei den 17 Hippies, mit denen er u. a. eine Platte mit Marc Ribot einspielte. Von 2013 bis 2017 war Ilja Dozent an der Hochschule für Schauspielkunst Ernst Busch in Berlin.

## Instrumente
Iljas bevorzugte E-Gitarre ist eine Fender Telecaster mit Ahorngriffbrett und naturfarbenem Korpus. Darüber hinaus spielt er eine Guild Starfire mit Bigsby-Tremolo, eine Fender Jaguar sowie einen „Bluesman-Vintage“-Telecaster-Nachbau.

## Filmografie (Auswahl)
- 2003: Herr Lehmann (Kinofilm)
- 2005: Am Tag als Bobby Ewing starb (Kinofilm)
- 2006: Neandertal (Kinofilm)
- 2007: Du bist nicht allein (Kinofilm)
- 2007: Krauses Fest (Fernsehfilm)
- 2008: Die Schimmelreiter (Kinofilm)
- 2009: Ganz nah bei Dir (Kinofilm)
- 2009: Dorfpunks (Kinofilm)
- 2009: Schwerkraft (Kinofilm)
- 2010: Hochzeitspolka (Kinofilm)
- 2010: Neue Vahr Süd (Fernsehfilm)
- 2014: Das Zimmermädchen Lynn (Kinofilm)
- 2014: Neufeld, mitkommen!
- 2015: Weak Heart Drop(Kinofilm)
- 2015: Zorn – Vom Lieben und Sterben (Fernsehreihe)
- 2016: Krauses Glück (Fernsehfilm)
- 2016: Drei Väter sind besser als keiner (Fernsehfilm)
- 2016: Der letzte Cowboy(Fernsehserie, alle Folgen)
- 2017: Vadder, Kutter, Sohn (Fernsehfilm)
- 2019: Polizeiruf 110: Kindeswohl (Fernsehserie, 1 Folge)
- 2019: Sterne über uns (Fernsehfilm)
- 2020: Für immer Sommer 90 (Fernsehfilm, 4 Folgen)
- 2021: Großstadtrevier (Fernsehserie, 1 Folge)
- 2022: Mittagsstunde (Kinofilm)
- 2023: Eher fliegen hier UFOs (Fernsehfilm)
- 2024: Micha denkt groß (Kinofilm)

## Podcasts (Auswahl)
- 2021: Cui Bono I: WTF happened to Ken Jebsen?
- 2022: Cui Bono II: Wer hat Angst vorm Drachenlord?
- 2023: Tekkal & Behroz
- 2024: Judging Amanda Knox

## Theater
- 2003: Der Sturm, Regie: Leander Haußmann
- 2012: Die Zeit schlägt dich tot, Regie: Fabian Hinrichs

## Diskografie (Auswahl)
- 2002: Narren, Normal Records
- 2003: 17 Hippies play Sexy Ambient Hippies, Rent a Poet
- 2004: Am Tag als Bobby Ewing starb, Normal Records
- 2006: 17 Hippies play Guitar, CD, Hipster Records
- 2009: Schwerkraft, Collosseum
- 2010: Tom Atkins Blues
- 2011: Was weg is, is weg, Südpolentertainment (Rough Trade)
- 2014: Das Zimmermädchen Lynn, Hipster Records
- 2022: Mittagsstunde